# Jiří Prosecký
Jiří Prosecký (* 12. března 1949), syn sochaře Františka Proseckého, je český asyriolog. Vystudoval klínopis na filozofické fakultě Univerzity Karlovy v Praze. V letech 1973–1978 pracoval v Národní Knihovně v Praze, od roku 1978 do roku 2019 působil v Orientálním ústavu AV ČR, nejprve v oddělení knihovny, později jako vědecký pracovník oddělení Předního východu a Afriky. Od roku 1994 do roku 2002 byl zástupcem ředitele ústavu. V roce 1987 během studijního pobytu v Iráku se zúčastnil výzkumu starověkého města Sipparu na jih od dnešního Bagdádu. Autor řady časopiseckých studií a knižních publikací zabývajících se dějinami akkadské (babylónsko-asyrské) literatury, spoluautor kolektivních monografií a encyklopedií, překladatel odborných publikací zabývajících se dějinami a náboženstvím starověké Mezopotámie a Předního východu.

## Vzdělání
- 1990, CSc., kandidát věd o umění, obor teorie literatury, literatury Asie a Afriky
- 1982, PhDr., obor jazyky a literatury Asie a Afriky
- 1968-1973, Filosofická fakulta University Karlovy v Praze, obory klínopis a francouzština

## Akademická praxe
- 2012-2017, místopředseda Rady Orientálního ústavu AV ČR
- 2003-2013, vedoucí oddělení Předního východu a Afriky Orientálního ústavu AV ČR
- 2002-2003, pověřen vedením Orientálního ústavu AV ČR
- 1994-2002, zástupce ředitele Orientálního ústavu AV ČR
- 1987, studijní pobyt v Irácké republice (Bagdád, Mosul)
- 1978-2019, Orientální ústav Akademie věd České republiky (dříve Československé akademie věd), vědecký pracovník
- 1973-1978, Státní knihovna ČSR (dnes Národní knihovna v Praze), odborný pracovník
- 2009, 1999-2002, 1990-1992, Ústav starého Předního východu a srovnávací jazykovědy Filozofické fakulty Univerzity Karlovy v Praze (dnes Ústav srovnávací jazykovědy), přednášky, dějiny akkadské literatury, interpretace akkadských literárních textů, sumerská gramatika

## Vydané tituly
- 1977, Mýty staré Mezopotámie. Sumerská, akkadská a chetitská literatura na klínopisných tabulkách (spoluautor)
- 1982, Prameny života. Obraz člověka a světa ve starých kulturách (spoluautor)
- 1995, "Královské knihy" staré Mezopotámie
- 1995, Prameny moudrosti. Mudroslovná literatura staré Mezopotámie
- 1997, Duchovní prameny života. Stvoření světa ve starých mýtech a náboženstvích (spoluautor)
- 1999, Encyklopedie starověkého Předního východu (spoluautor) (Kniha získala cenu Akademie věd za vynikající výsledky velkého vědeckého významu v roce 2000 v oblasti humanitních věd.)
- 2003, Encyklopedie mytologie starověkého Předního východu (spoluautor)
- 2003, Epos o Gilgamešovi (spoluautor)
- 2010, Slova do hlíny vepsaná. Mýty a legendy Babylónu
- 2015, Když království sestoupilo z nebes. Mezopotamské kroniky od časů nejstarších až do doby perské vlády
- 2018, Epos o Gilgamešovi (druhé revidované a doplněné vydání, spoluautor)

## Překlady
- 1987, 1997, A. Jepsen, Královská tažení ve starém Orientu
- 1998, M. Roaf, Svět staré Mezopotámie a starověkého Blízkého východu
- 2001, A. L. Oppenheim, Starověká Mezopotámie. Portrét zaniklé civilizace
- 2004, J.-J. Glassner, Mezopotámie, 34. století př. n. l. až 539 př. n. l.
- 2005, J. Bottéro, Nejstarší náboženství: Mezopotámie
- 2010, M. Van De Mieroop, Dějiny starověkého Blízkého východu, okolo 3000-323 př. Kr.
- 2022, M. Van De Mieroop, Předřecká filozofie. Hledání pravdy ve starověké Babylonii

## Ostatní akademické aktivity
- člen zkušební komise pro státní závěrečné zkoušky oboru klínopis
- člen redakční rady časopisu Nový Orient